# Мухтарова, Ксения Петровна
Ксе́ния Петро́вна Мухта́рова (1898—1988) — льновод, Герой Социалистического Труда (1949).

## Биография
Ксения Мухтарова родилась 8 февраля 1898 года в деревне Суховети (ныне — Гагаринский район Смоленской области). С ранних лет батрачила. Поздно выучилась грамоте. С 1919 года проживала в селе Головцово, работала в своём хозяйстве. В 1929 году вместе со своей семьёй вступила в колхоз, затем в артель. Работала дояркой на молочно-товарной ферме, получала наибольшие удои среди доярок фермы. Позднее стала овцеводом. В 1940 году Мухтарова была признана «Лучшим овцеводом Смоленской области». В годы Великой Отечественной войны она находилась в оккупации.
С лета 1943 года Мухтарова руководила льноводческим звеном в колхозе. Первый полученный с каждого гектара урожай составил 1,76 центнера, но уже пять лет спусти звено стало собирать по 6,38 центнеров льноволодка и по 7,3 центнера элитных семян.
Указом Президиума Верховного Совета СССР от 16 марта 1949 года Ксения Мухтарова была удостоена высокого звания Героя Социалистического Труда с вручением ордена Ленина и медали «Серп и Молот». Она первой на Смоленщине получила это звание.
Является автором книги «Колхозный лён трудом силён». Активно занималась общественной деятельностью, избиралася депутатом сельского, районного и областного Советов народных депутатов. В 1961 году Мухтарова вышла на пенсию. Скончалась 12 ноября 1988 года, похоронена на городском кладбище города Гагарина.